# Гонсалес, Джанкарло
Джанка́рло (Пипо) Гонса́лес Ка́стро (исп. Giancarlo González Castro; 8 февраля 1988, Сан-Хосе, Коста-Рика) — коста-риканский футболист, защитник клуба «Алахуэленсе» и сборной Коста-Рики.

## Карьера

### Клубная
Джанкарло Гонсалес — воспитанник клуба «Алахуэленсе». Защитник начал выступать за команду в 2008 году, когда сыграл 1 матч в чемпионате Коста-Рики. В 2009 году футболист принял участие в 2 матчах Лиги чемпионов КОНКАКАФ. Гонсалес выступал за коста-риканский клуб до 2012 года и за это время трижды становился чемпионом страны.
Летом 2012 года защитник перешёл в норвежский клуб «Волеренга». Сыграл первый матч за новую команду 10 августа 2012 года, когда «Волеренга» в чемпионате Норвегии принимала «Одд Гренланд». 8 мая 2013 года футболист забил первый гол за норвежский клуб, поразив ворота «Хёнефосса» с передачи Яна Лецьякса.
21 февраля 2014 года Гонсалес подписал контракт с клубом MLS «Коламбус Крю». В главной лиге США дебютировал 8 марта 2014 года в матче стартового тура сезона против «Ди Си Юнайтед». 16 августа 2014 года в матче против «Лос-Анджелес Гэлакси» забил свой первый гол в MLS.
26 августа 2014 года Гонсалес перешёл в клуб итальянской Серии A «Палермо», подписав трёхлетний контракт. Дебютировал за сицилийцев 19 октября 2014 года в матче против «Чезены», забив победный гол в компенсированное время.
Летом 2017 года Гонсалес перешёл в «Болонью».
11 апреля 2019 года Гонсалес вернулся в MLS, перейдя в «Лос-Анджелес Гэлакси». За «Гэлакси» дебютировал 19 апреля 2019 года в матче против «Хьюстон Динамо», выйдя на замену в компенсированное время ко второму тайму. 11 сентября 2019 года в матче против «Колорадо Рэпидз» забил свой первый гол за «Гэлакси».
30 июля 2021 года Гонсалес отправился в аренду в «Алахуэленсе» до конца года. 2 января 2022 года Гонсалес подписал однолетний контракт с «Алахуэленсе».

### В сборной
В 2008 году Джанкарло Гонсалес играл за молодёжную сборную Коста-Рики на чемпионате мира. На турнире защитник провёл 2 матча.
С 2010 года Гонсалес выступает за первую сборную страны. 26 мая 2012 года защитник забил первый гол за национальную команду — в ворота Хуана Паредеса из сборной Гватемалы.
В 2013 году Гонсалес попал в заявку сборной на Золотой кубок КОНКАКАФ и дебютировал на турнире 14 июля в матче группового этапа против Белиза. Всего футболист принял участие в трёх матчах турнира.
В 2014 году на чемпионате мира в Бразилии был основным защитником сборной Коста-Рики — сыграл полностью все 5 матчей.
Принимал участие в Золотом кубке КОНКАКАФ 2015.
В 2017 году на Золотом кубке КОНКАКАФ дошёл со сборной до полуфинала.
Участвовал в чемпионате мира 2018 в России.
Был включён в состав сборной Коста-Рики на Золотой кубок КОНКАКАФ 2019.